# 슬레븐쥐
슬레븐쥐 또는 카탈리나사슴쥐(Peromyscus slevini)는 비단털쥐과에 속하는 설치류의 일종이다. 바하칼리포르니아수르 주 동부 해안 산타 카탈리나 섬의 토착종이다. 섬 면적은 약 40 km2이고, 슬레븐쥐는 이 섬의 유일한 포유류이다. 학명과 일반명은 캘리포니아 과학 아카데미의 학예사 슬레븐(Joseph Slevin)의 이름에서 유래했다.
슬레븐쥐는 몸이 큰 설치류로 전체 몸길이가 약 21cm, 꼬리 길이는 10cm이다. 털은 몸과 머리, 옆구리는 검은 털이 섞인 연한 육계색을 띠며, 하체는 흰색에 가깝다. 근연종 캘리포니아쥐와 아주 유사하지만 색이 좀더 희미하고 약간 크다. 그러나 북아메리카사슴쥐와 가장 가까운 것으로 추정된다. 현지 어부가 도입한 것으로 추정되는 도입종 바하북부사슴쥐와의 경쟁 때문에 위협을 받고 있다.